# Europa-Jeep
Europa-Jeep war die umgangssprachliche Bezeichnung eines in den 1960er Jahren begonnenen Gemeinschaftsprojekts der Staaten Frankreich, Bundesrepublik Deutschland und Italien zur Entwicklung eines neuen, leichten militärischen Gelände-Amphibienfahrzeugs. Offiziell lief das Projekt unter der französischen Bezeichnung „Véhicule de Commandement et de Liaison“ (Abkürzung VCL). Wenige der gebauten Exemplare sind in der Wehrtechnischen Studiensammlung Koblenz erhalten.

## Geschichte
1966 kamen Frankreich, die Bundesrepublik Deutschland und Italien überein, gemeinsam den sogenannten Europa-Jeep zu entwickeln. Laut Ausschreibung sollte das Fahrzeug
- mit einem 40 bis 50 PS (ca. 29 bis 37 kW) starken Vielstoffmotor ausgerüstet sein;
- 95 km/h Höchst- und Dauergeschwindigkeit und einen Aktionsradius von 800 Kilometern gewährleisten;
- 500 kg Nutzlast transportieren und 750 kg Anhängelast ziehen können;
- höchstens 1,5 Tonnen wiegen, luftverlastbar und am Fallschirm absetzbar, schwimmfähig und voll geländegängig sein.

Der offiziell „véhicule de commandement et de liaison“ (Führungs- und Verbindungs-Kraftfahrzeug) oder kurz VCL genannte Geländewagen sollte den französischen Hotchkiss M201, den deutschen DKW Munga und den italienischen Fiat Campagnola ersetzen.
Ursprünglich sollten „drei trilaterale Industriegruppen“ unabhängig voneinander Prototypen bauen und miteinander um den Produktionsauftrag konkurrieren. Die erste Gruppe sollte von Fiat, Glas/MAN und Renault/Saviem, die zweite von NSU, Moto Guzzi und Panhard/Citroën und die dritte von Hotchkiss, Büssing und Lancia gebildet werden. Das bei diesem Wettbewerb ausgewählte Basismodell sollte in einer Serie von rund 50.000 Exemplaren für alle beteiligten drei Länder gebaut, aber je nach Verwendungszweck unterschiedlich ausgerüstet werden. Schließlich blieben die beiden Entwicklungskonsortien Fiat–MAN–Saviem (FMS) und Hotchkiss-Büssing–Lancia (HBL) übrig, die beauftragt wurden, entsprechende Prototypen zu entwickeln. Geplant war, dass diese Prototypen 1970 für die feldmäßige Erprobung durch die Truppen zur Verfügung stehen sollten. Das Projekt kam aber insgesamt nur sehr langsam voran, und als Frankreich 1976 schließlich ausschied, wurde es aufgegeben.
Da die Bundeswehr dringend Ersatz für ihre in die Jahre gekommenen DKW Mungas benötigte und nicht auf die Fertigstellung des Europa-Jeeps warten konnte, entschloss sie sich zu einer Interimslösung, dem VW 181, einem Fahrzeug ohne Allradantrieb auf VW-Karmann-Ghia-Chassis. Nach der endgültigen Annullierung des Europa-Jeep-Projekts schrieb die Bundeswehr erneut ein allradgetriebenes Fahrzeug mit 500 kg Nutzlast aus, verzichtete dieses Mal aber auf die Forderung, dass das Fahrzeug amphibisch sein sollte. Sowohl Daimler-Benz als auch Volkswagen entwickelten Prototypen für die Versuche. 1977 wurde schließlich der VW 183 Iltis als neues leichtes Geländefahrzeug für die Bundeswehr ausgewählt.
Auch die französische Armee, die einen Ersatz für ihren Geländewagen Hotchkiss M201 benötigte, verzichtete auf die Forderung nach Schwimmfähigkeit und forderte die französische Automobilindustrie auf, einen entsprechenden Geländewagen zu entwickeln. Drei französische Automobilhersteller stellten Prototypen vor, von denen allerdings keiner neu entwickelt war. Renault präsentierte ihren TRM 500 (einen überarbeiteten Fiat 1107AD Campagnola), Citroën den C44 (einen VW Iltis mit Citroën-CX-Motor) und Peugeot den P4 (einen geringfügig veränderten Mercedes / Puch G mit Peugeot-Motor). 1981 erhielt Peugeot schließlich den Auftrag zur Lieferung von knapp 15.000 P4.

## Die Vorläufer:Entwicklung 0,5t nationalvon Glas und BMW
Auf Grund eines Lastenheftes und eines Vertrages aus dem Jahr 1964 entwickelte die Hans Glas GmbH / Isaria-Maschinenfabrik in Dingolfing einen ersten Prototyp eines LKW 0,5t gl für die Bundeswehr, der auch als Euro-Jeep bekannt wurde. Das Fahrzeug wurde als Frontlenker mit einem zwischen den Vordersitzen eingebauten Motor in selbsttragender Wannenbauweise konzipiert und 1966 fertiggestellt. Es war ein allradgetriebener, schwimmfähiger Sechssitzer mit zwei Türen und einem Scherenklappverdeck.
Nach Übernahme der Firma Glas durch die BMW AG wurde die Entwicklung fortgesetzt und zwischen 1968 und 1971 mindestens vier verbesserte Prototypen zur Erprobung bei der Bundeswehr gefertigt. Benannt wurden diese Fahrzeuge als Entwicklung 0,5t national. Im Grundaufbau waren diese dem Glas-Prototyp sehr ähnlich. Drei dieser Prototypen wurden 1974 bei Crash-Tests zerstört. Ein Prototyp ist erhalten geblieben und gehört zur Wehrtechnischen Studiensammlung Koblenz, allerdings aus Platzgründen im nicht öffentlichen Teil der Sammlung.
Die Prototypen mit verschiedenen Triebwerksanordnungen und hohen Gesamtgewichten von bis zu 2,6 t
führten bei keinem zu einem zufriedenstellenden Verhältnis zwischen Kosten, allgemeinen Leistungsanforderungen,
Geländegängigkeit und Schwimmfähigkeit.
Ende der 60er Jahre wurde die begonnene nationale Entwicklung zugunsten der
trilateralen Entwicklung aufgegeben.

## Der Europa-Jeep von Fiat-MAN-SaviemLKW 0,5 t gls (4 × 4) FMS

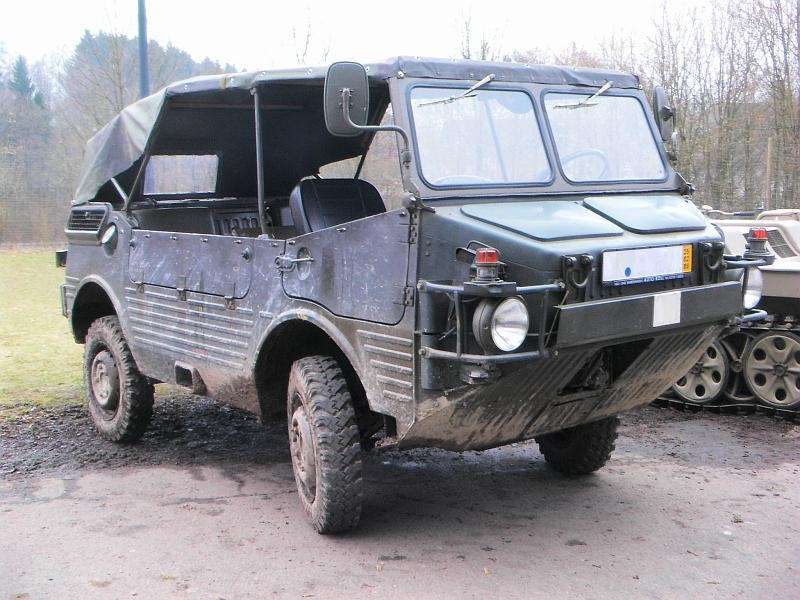
Europa-Jeep Fiat-MAN-Saviem Frontansicht

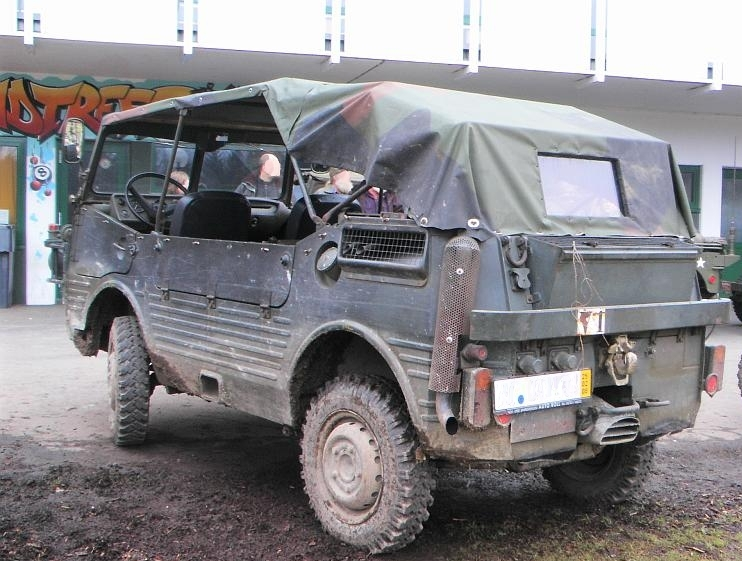
Europa-Jeep Fiat-MAN-Saviem Heckansicht

Die Bundeswehr gab den von ihr getesteten FMS-Prototypen die Bezeichnung LKW 0,5 t gls (4 × 4) FMS (LKW 0,5 t Nutzlast, geländegängig, schwimmfähig, 4 Räder, davon 4 angetrieben). Eines dieser Fahrzeuge ist heute Teil der Wehrtechnischen Studiensammlung Koblenz, mindestens zwei befinden sich in privater Hand.

### Beschreibung

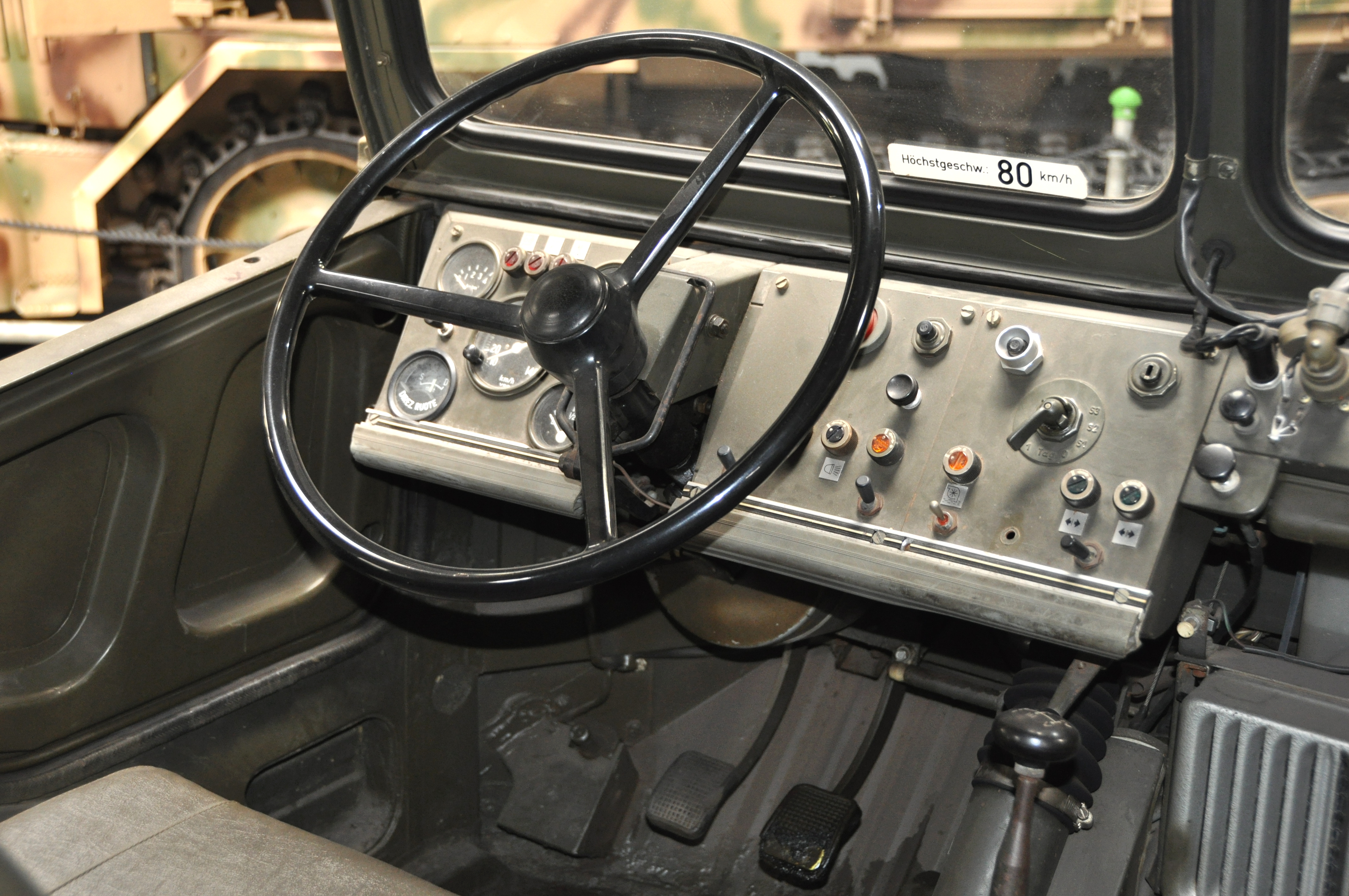
Armaturenbrett eines Europa-Jeep Fiat-MAN-Saviem

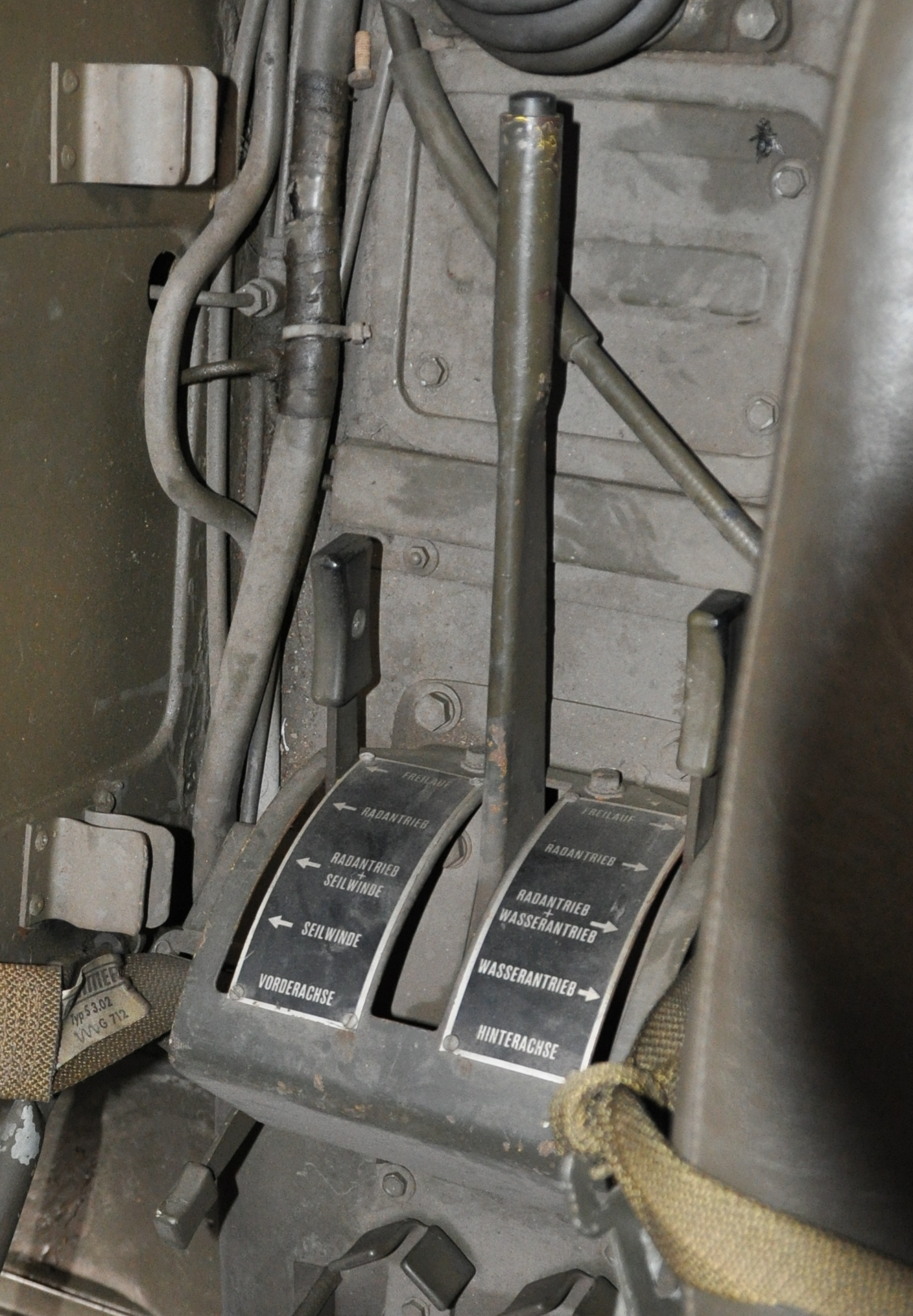
Steuerungshebel rechts und links des Handbremshebels für die verschiedenen Fahr- und Betriebsmodi eines Europa-Jeep Fiat-MAN-Saviem

Der gut zwei Tonnen schwere FMS-Prototyp hat eine pontonförmige Stahlwanne, innerhalb derer sämtliche Fahrzeugteile mit Ausnahme der Räder und der Federung wassergeschützt untergebracht sind. Zur Verstärkung der Wanne ist innen ein Rahmen eingeschweißt. Die Hohlräume sind, um dem Fahrzeug auch bei Leckschlag Auftrieb zu geben, mit PU-Schaum ausgefüllt. Nach oben ist die Wanne offen und hat vier kleine Türen, die bei Wasserfahrten das Hereinschwappen von Wasser verhindern sollen. Es hat sieben Sitzplätze (und einen Notsitz) und ein zusammenfaltbares Verdeck. Die Windschutzscheibe kann nach vorn abgeklappt werden.
Angetrieben wird das Fahrzeug von einem Heckmotor, entweder einem wassergekühlten Vierzylinder-Reihen-Ottomotor von Fiat oder einem luftgekühlten 4-Zylinder-Reihen-Vielstoffmotor von MAN mit der Bezeichnung L 9204 FMV. Die Leistung überträgt ein vor dem Motor angebrachtes 5-Gang-Getriebe von Saviem. Eine durch den Fahrer wohl nur schwer zu beherrschende Besonderheit des Fahrzeugs sind die sechzehn verschiedenen Fahr- und Betriebsmodi, die sich durch kleine, rechts und links des Handbremshebels angebrachte Steuerungshebel schalten lassen. So lässt sich der FMS-Prototyp beispielsweise wahlweise mit Vorderrad-, Hinterrad- oder Allradantrieb fahren, aber auch Allradantrieb und Wasserantrieb oder Vorderachsantrieb mit Seilwinde und Wasserantrieb ist möglich (vgl. Schaubild Betriebsmodi).

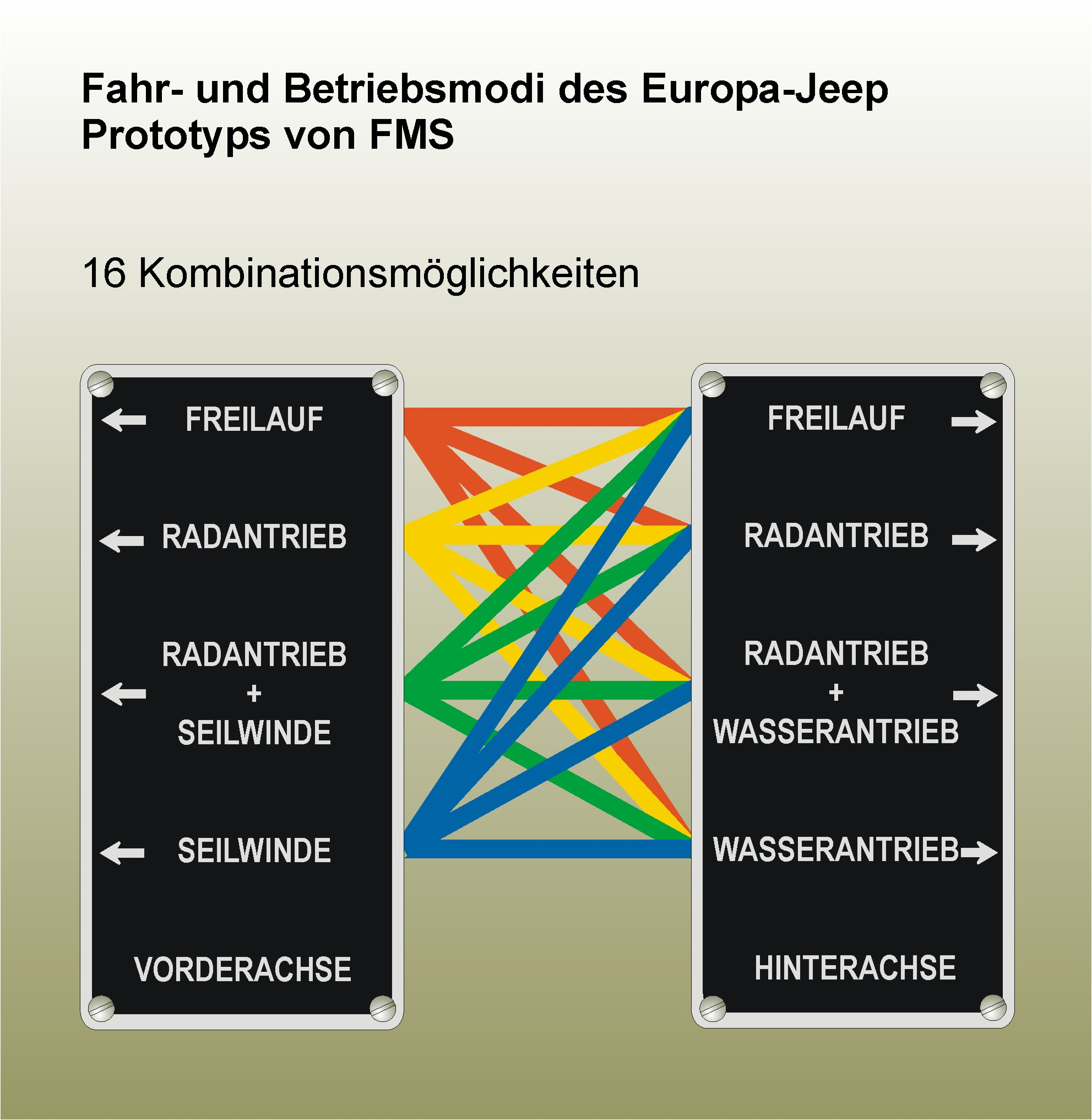
Fahr und Betriebsmodi eines Europa-Jeep Fiat-MAN-Saviem

Eine besondere Geländeuntersetzung ist nicht vorhanden, doch ist der 1. Gang als Geländegang ausgelegt. Auch auf Differenzialsperren wurde verzichtet. Die vier Antriebsräder sind einzeln aufgehängt und torsionsstabgefedert. Auf der Straße erreicht der FMS-Europa-Jeep eine Höchstgeschwindigkeit von 100 km/h. Im Wasser wird er durch einen Wasserstrahlantrieb manövriert, der ihn auf maximal 7,6 km/h bringt. Am Bug hat das Fahrzeug eine versenkt angebrachte, mechanisch angetriebene Seilwinde, die bei Wasserfahrten durch einen Blechdeckel abgedeckt wird. Um das bei Wasserfahrten eventuell eindringende Wasser wieder außenbords zu bringen, sind zwei hydraulisch angetriebene Lenzpumpen vorhanden, die bei Anschluss eines Saug- und Druckschlauches auch zum Abspritzen des Fahrzeugs benutzt werden können. Zum Be- und Entladen des Fahrzeugs sollten zwei 4,70 m lange Auffahrrampen mitgeführt werden.
Weiterhin waren vorgesehen:
- Anker mit 40 m langem Tau,
- ABC-Schutzeinrichtung,
- halbautomatische, bordfeste Feuerlöschanlage,
- MG-Lafette,
- Funkausstattung,
- Bordkran mit einer Hebekraft von 1000 kg.

### Technische Daten LKW 0,5 t gls (4 × 4) FMS
| I. Allgemeine Angaben           |                                        |
| Hersteller                      | Fiat, MAN, Saviem (FMS)                |
| II. Allgemeine Leistungsangaben |                                        |
| Länge                           | 4050 mm                                |
| Breite                          | 1600 mm                                |
| Höhe                            | 1935 mm                                |
| Leergewicht                     | 2140 kg                                |
| Zulässiges Gesamtgewicht        | 2640 kg                                |
| Nutzlast                        | 500 kg                                 |
| Bodenfreiheit                   | 375 mm                                 |
| Böschungswinkel v/h             | 45°/45°                                |
| Steigfähigkeit                  | 50 %                                   |
| Wattiefe                        | Schwimmfähig                           |
| Kraftstoffvorrat                | 100 l                                  |
| Reichweite                      | ca. 800 km (Straße)                    |
| Höchstgeschwindigkeit           | 100 km/h (Wasser ca. 7,6 km/h)         |
| Sitzplätze                      | 8                                      |
| III. Technische Angaben         |                                        |
| Motor                           | Vierzylinder-Viertakt-Reihen-Ottomotor |
| Hubraum                         | 1955 cm³                               |
| Leistung                        | 55 kW (75 PS)                          |
| Kühlung                         | Flüssigkeit                            |
| Batterie                        | 2 × 12 V 100 Ah                        |
| Generator                       | 28 V 55 A Drehstrom                    |
| Kupplungsart                    | Einscheiben-Trockenkupplung            |
| Schaltgetriebeart               | Mechanisch                             |
| Anzahl der Gänge V/R            | 5/1                                    |
| Lenzpumpen                      | 2, Rheinstrom Typ 20                   |
| – Antrieb                       | hydraulisch                            |
| – Leistung                      | (max) 20 m³/h                          |

## Der Europa-Jeep von Hotchkiss-Büssing-LanciaLKW 0,5 t gls (4 × 4) HBL
Bei der Bundeswehr lief das Fahrzeug unter der Bezeichnung LKW 0,5 t gls (4 × 4) HBL (LKW 0,5 t Nutzlast, geländegängig, schwimmfähig, 4 Räder, davon 4 angetrieben). Insgesamt wurden wohl nur vier Prototypen hergestellt. Eines dieser Fahrzeuge befindet sich heute in der Wehrtechnischen Studiensammlung Koblenz, über den Verbleib der restlichen Fahrzeuge ist nichts bekannt.

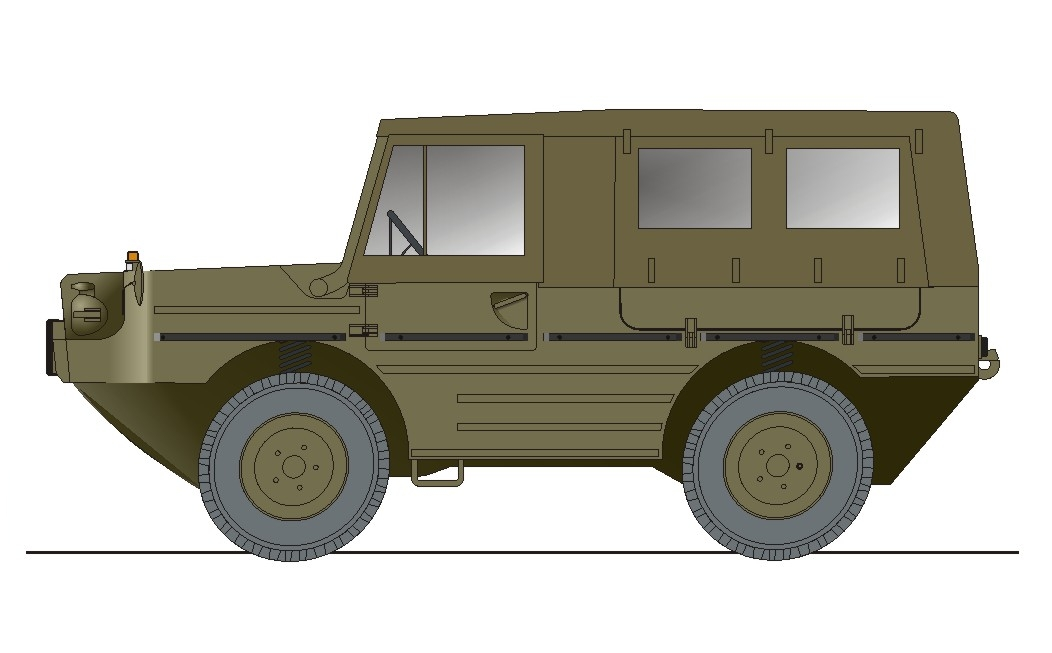
Europa-Jeep Hotchkiss-Büssing-Lancia linke Seite, Verdeck geschlossen
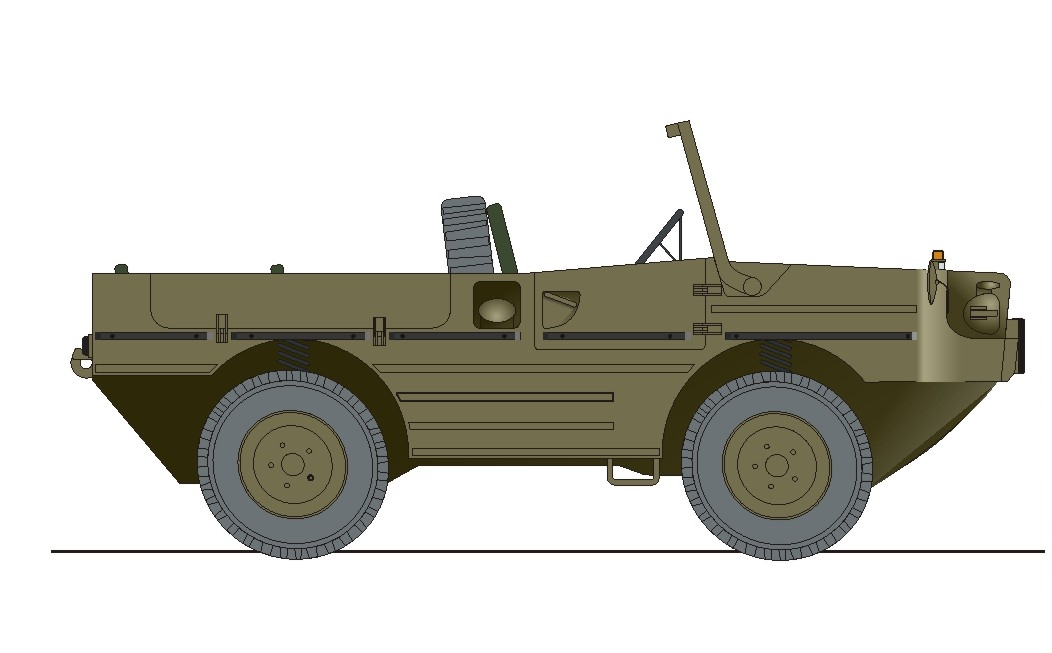
Europa-Jeep Hotchkiss-Büssing-Lancia rechte Seite, Verdeck geöffnet
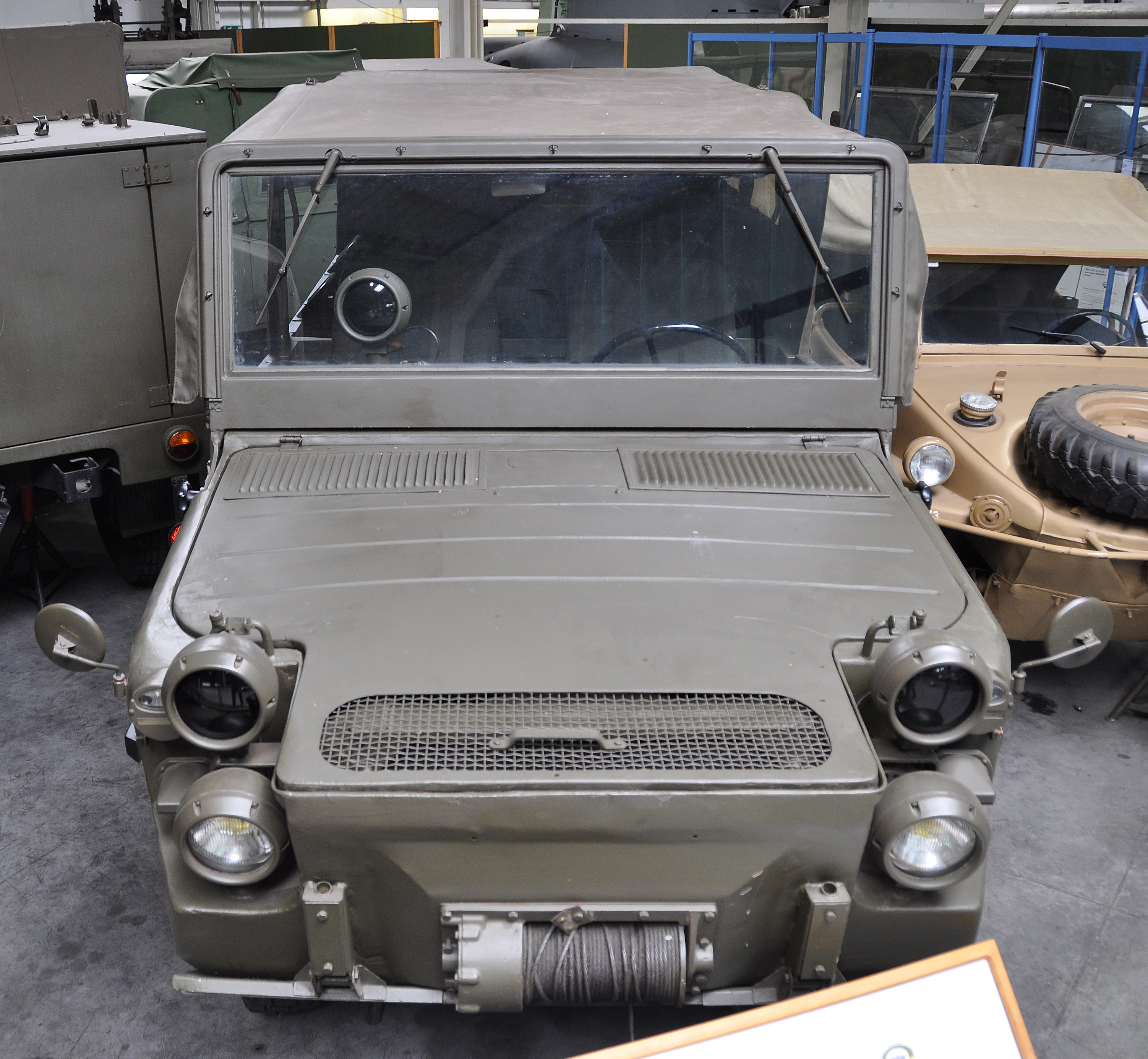
Europa-Jeep Hotchkiss-Büssing-Lancia Frontansicht
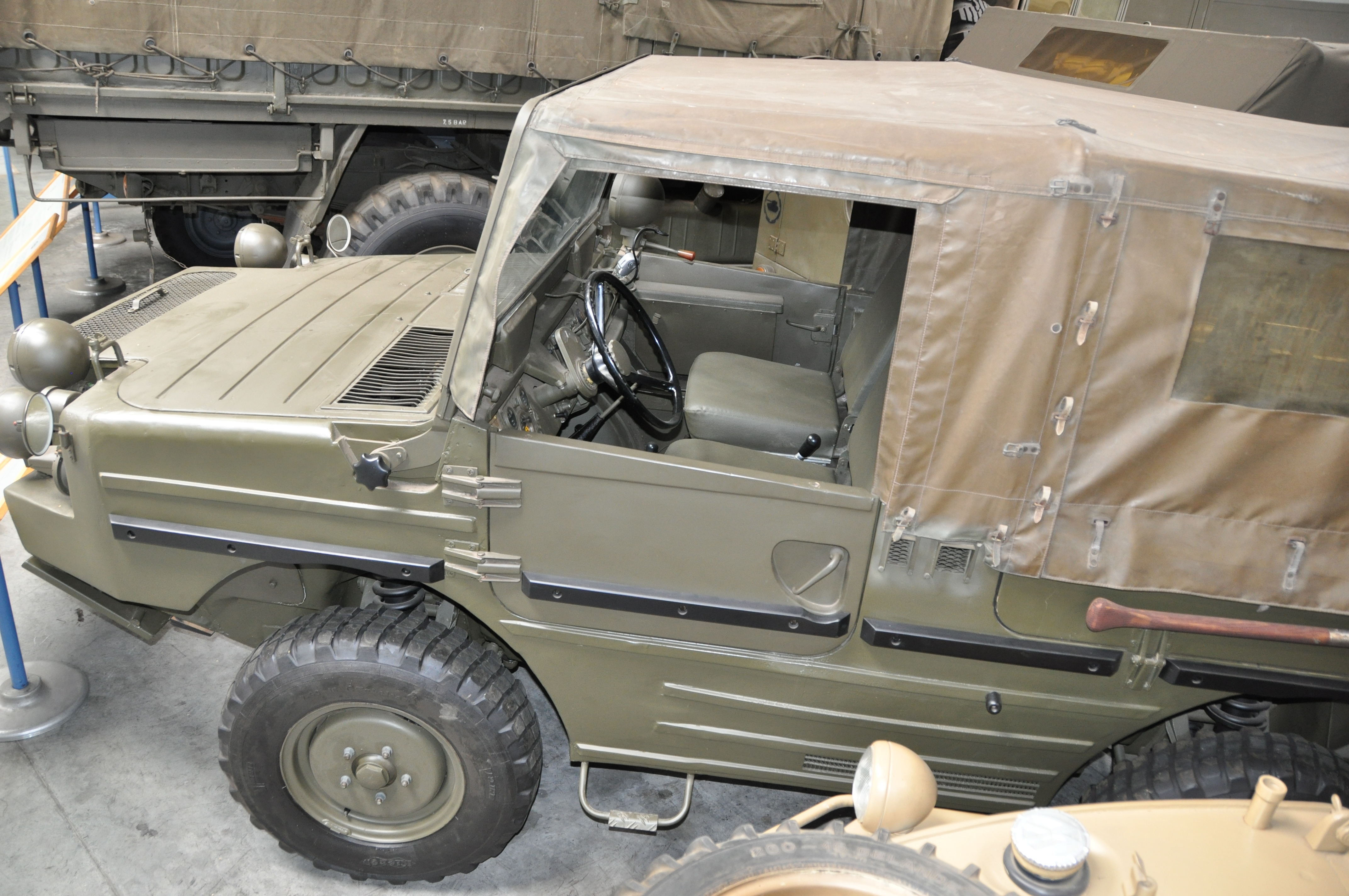
Europa-Jeep Hotchkiss-Büssing-Lancia linke Seite
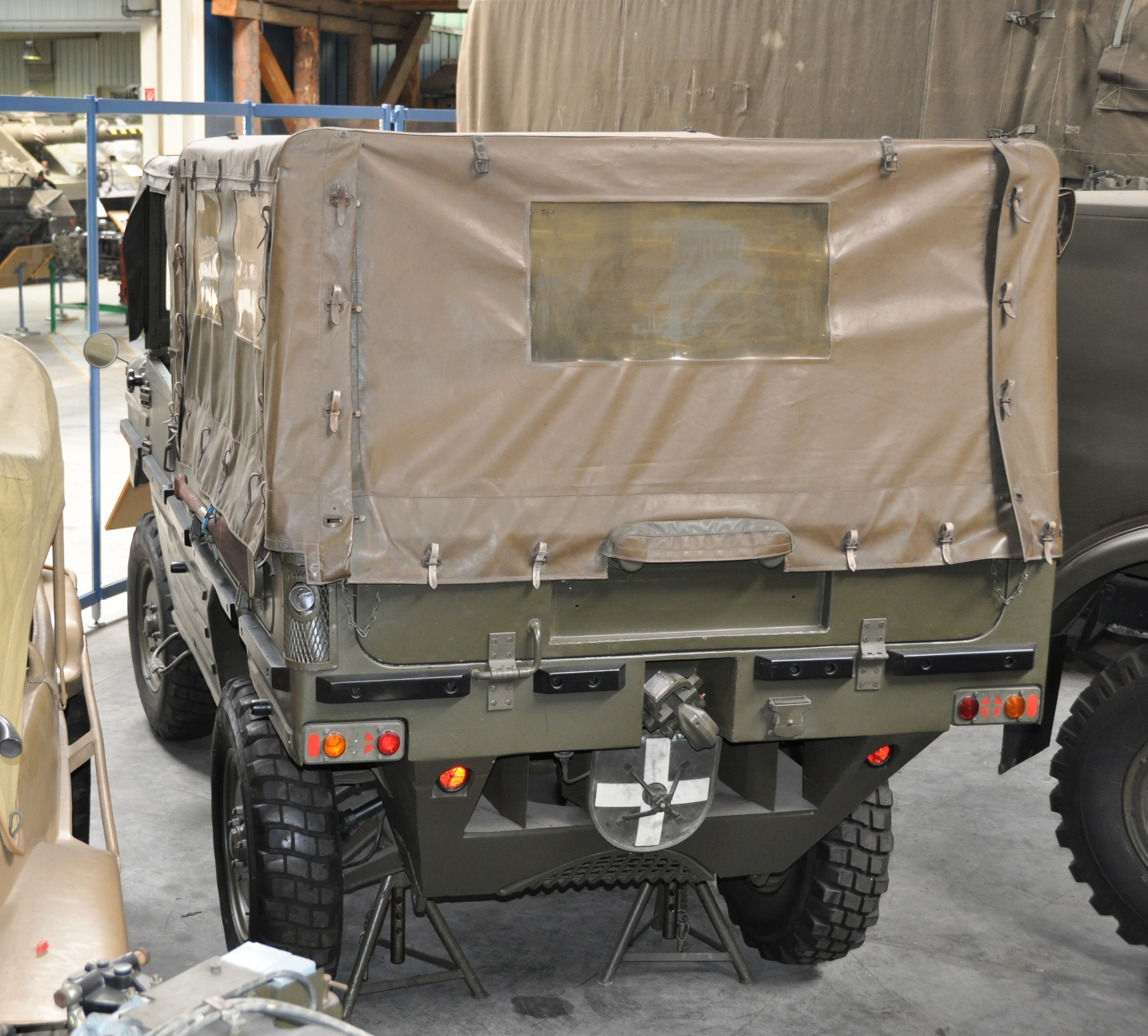
Europa-Jeep Hotchkiss-Büssing-Lancia Heckansicht

### Beschreibung
Mit 1.750 kg Leergewicht ist das Fahrzeug leichter als das Konkurrenzmodell der Gruppe FMS. Es hat wie dieses eine schwimmfähige Stahlblechwanne, in der alle wesentlichen Baugruppen wassergeschützt untergebracht sind. Nach oben ist die Wanne offen und hat fünf kleine Türen (eine davon am Fahrzeugheck), die bei Wasserfahrten das Hereinschwappen von Wasser verhindern sollen. Es hat sechs Sitzplätze (4 + 2 Notsitze). Die hinteren beiden Sitzbänke können umgeklappt werden. Es entsteht dann eine ebene Ladefläche, die zur Aufnahme verschiedener Geräte verwendet werden kann. Das Verdeck hat eine einfache Spriegelkonstruktion und ist abnehmbar. Die Windschutzscheibe kann nach vorn abgeklappt werden. Angetrieben wird das Fahrzeug von einem in der Fahrzeugfront montierten, wassergekühlten 4-Zylinder-Boxermotor mit Vergaser oder Saugrohreinspritzung. Beide Motoren sind von Lancia. Die Leistung überträgt bei zwei der Prototypen eine Einscheibentrockenkupplung und ein Fünfgang-Schaltgetriebe, bei den anderen beiden ein Drehmomentwandler plus Viergang-Schaltgetriebe. Bei Straßenfahrt wird die Vorderachse über einen Fronttriebblock angetrieben, der Hinterachsantrieb kann für den Geländebetrieb zugeschaltet werden. An der Hinterachse ist eine handgeschaltete Differentialsperre vorhanden. Eine besondere Geländeuntersetzung ist nicht vorhanden, doch ist der 1. Gang als Geländegang ausgelegt. Die vier Antriebsräder sind einzeln mit doppelten Querlenkern aufgehängt und schraubengefedert. Die Komponenten der Vorder- und der Hinterachse sind gleich. Auf der Straße erreicht der HBL-Europa-Jeep eine Höchstgeschwindigkeit von 100 km/h. Im Wasser wird er durch einen Wasserstrahlantrieb manövriert, der ihn auf maximal 10,5 km/h bringt. Am Bug hat das Fahrzeug eine Seilwinde.

### Technische Daten LKW 0,5 t gls (4 × 4) HBL
| I. Allgemeine Angaben           |                                                                   |                               |
| Hersteller                      | Hotchkiss, Büssing, Lancia (HBL)                                  |                               |
| Besatzung                       | bis zu 5 + Fahrer                                                 |                               |
| Stückzahl                       | 4 Prototypen                                                      |                               |
| II. Allgemeine Leistungsangaben |                                                                   |                               |
| Länge                           | 4140 mm                                                           |                               |
| Breite                          | 1600 mm                                                           |                               |
| Höhe                            | 1960 mm (über Verdeck)                                            |                               |
| Leergewicht                     | 1750 kg                                                           |                               |
| Zulässiges Gesamtgewicht        | 2250 kg                                                           |                               |
| Nutzlast                        | 500 kg                                                            |                               |
| Anhängelast                     | 500 kg                                                            |                               |
| Bodenfreiheit                   | 410 mm                                                            |                               |
| Steigfähigkeit                  | über 60 %                                                         |                               |
| Wattiefe                        | Schwimmfähig                                                      |                               |
| Kraftstoffvorrat                | 110 l                                                             |                               |
| Reichweite                      | ca. 730 km (Straße)                                               |                               |
| Höchstgeschwindigkeit           | 100 km/h (Wasser ca. 10,5 km/h)                                   |                               |
| Sitzplätze                      | 4 + 2 Notsitze                                                    |                               |
| III. Technische Angaben         |                                                                   |                               |
| Motor                           | Vierzylinder-Viertakt-Boxer-Ottomotor mit Vergaser Lancia 208 000 | Einspritzmotor Lancia 208 404 |
| Hubraum                         | 1991 cm³                                                          | 2086 cm³                      |
| Leistung                        | 68 kW (92 PS)                                                     | 54 kW (74 PS)                 |
| Kühlung                         | Flüssigkeit                                                       |                               |
| Batterie                        | 2 × 12 V 100 Ah                                                   |                               |
| Generator                       | Drehstrom 980 W                                                   |                               |
| Kupplungsart                    | Einscheibentrockenkupplung                                        | Drehmomentwandler             |
| Schaltgetriebeart               | Fa. Hotchkiss, mechanisch, System BorgWarner, vollsynchronisiert  |                               |
| Anzahl der Gänge V/R            | 5/1                                                               | 4/1                           |

## Projektende
Nach dem Ausscheiden Frankreichs entwickelte die verbliebene Firmengruppe bei Fa. FIAT in Turin das
„Véhicule de Commandement et Liaison (VCL)“  bezeichnete Fahrzeug zur Serienreife und legte 1975
ihr Angebot für die Serienfertigung vor.
Die hohen Kosten für die Beschaffung sowie der zwischenzeitlich erfolgte Verzicht auf
Schwimmfähigkeit führten 1976 im BMVg zu der Entscheidung, das bilaterale Projekt aufzugeben.